# Barleria variabilis
Barleria variabilis är en akantusväxtart som beskrevs av Anna Amelia Obermeyer. Barleria variabilis ingår i släktet Barleria och familjen akantusväxter. Inga underarter finns listade i Catalogue of Life.